# Kockengen-Lockhorst
Kockengen-Lockhorst was een gerecht in de huidige gemeente Stichtse Vecht.

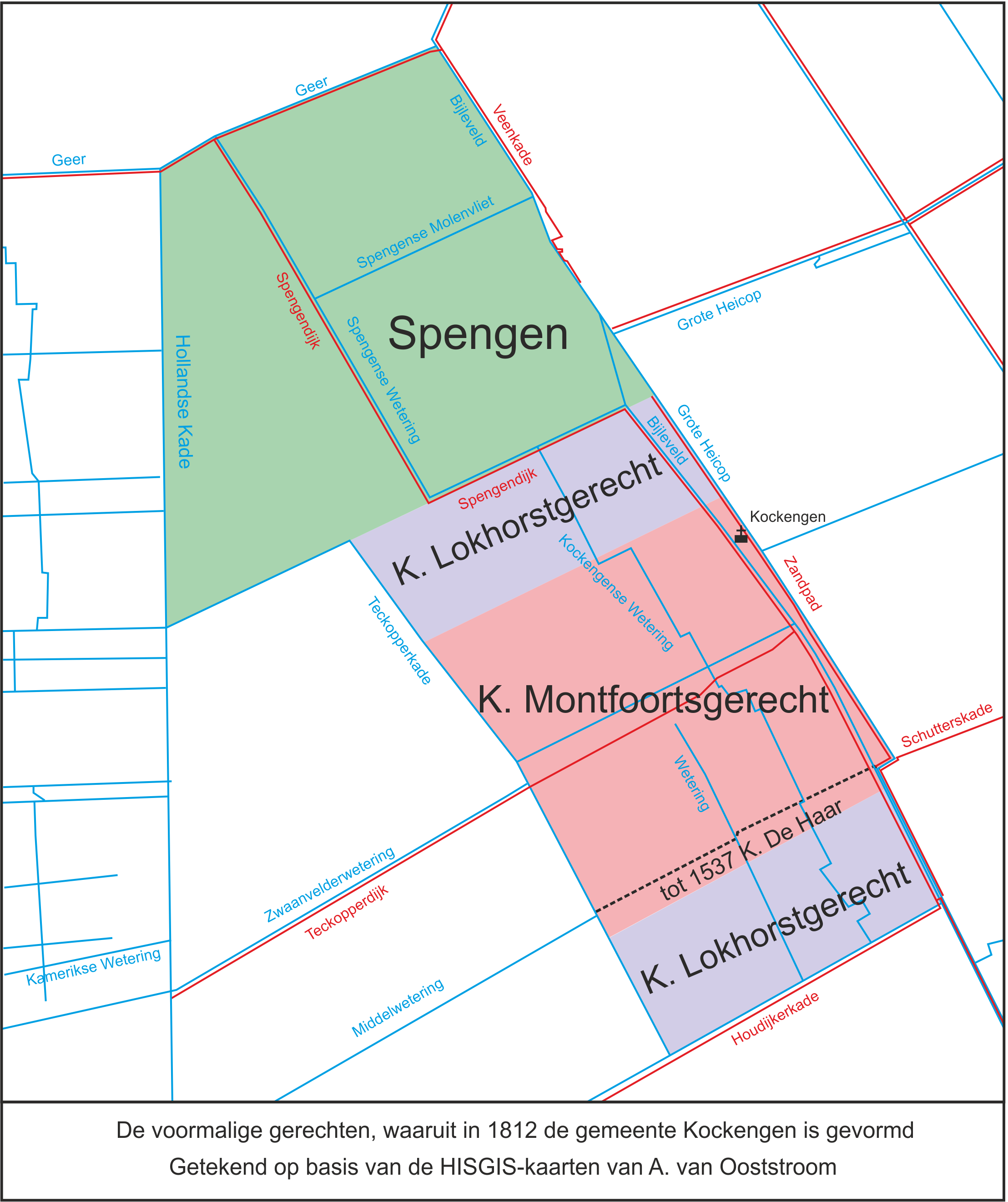

Het gebied van Kockengen-Lockhorst bestond uit twee afzonderlijke delen. In de middeleeuwen waren het ook twee afzonderlijke gerechten, genaamd Kockengen-Rusken Gerecht en Kockengen Jan van Linschoten Gerecht. In de loop der tijd kwamen beide gerechten in het bezit van de familie Lockhorst en werden ze samengevoegd tot Kockengen-Lockhorst. Vanaf 1715 had het dezelfde bestuurders als Kockengen-Montfoort en Spengen. in 1795 werden er zeven gerechten, waaronder Kockengen-Lockhorst samengevoegd tot één gerecht Kockengen. In 1798 ontstond er een nieuwe combinatie, nu uit vier gerechten. Omdat deze combinaties niet goed functioneerden werd in 1801 de oude toestand hersteld en werd Kockengen-Lockhorst dus weer zelfstandig. Op 1 januari 1812 ging Kockengen-Lockhorst samen met Kockengen-Montfoort en Spengen op in de nieuwe gemeente Kockengen.